# بابا رجب
رجب باقري (18 أغسطس 1901 — 10 أغسطس 1995)، المعروف باسمه الديني بابا رجب، كان عالمًا مسلمًا ألبانيًا وصوفيًا. وكان مؤسس ورئيس تكية بكتاشي الواقعة في تايلور، في ميشيغان في الولايات المتحدة.

## طالع أيضًا
- تاريخ الألبان الأميركيين في مترو ديترويت [الإنجليزية]
- الإسلام في مترو ديترويت

## فهرس
- Trix، Frances (2009). The Sufi journey of Baba Rexheb. Philadelphia: University of Pennsylvania Museum of Archaeology and Anthropology. ISBN:978-1-934536-12-4.

## روابط خارجية
- الطريقة الصوفية البكتاشية
- أول بكتاشي تيكي ألباني في أمريكا